# Stilomysis major
Stilomysis major är en kräftdjursart som beskrevs av W. M. Tattersall 1951. Stilomysis major ingår i släktet Stilomysis och familjen Mysidae. Inga underarter finns listade i Catalogue of Life.